# Menkalinan
Menkalinan (Beta del Cotxer / β Aurigae) és una estrella banca subgegant aproximadament a 85 anys-llum a la constel·lació del Cotxer. El nom Menkalinan és una forma més curta de la paraula àrab منكب ذي العنان mankib ðī-l-‘inān 'espatla del que porta les regnes'.
Beta Aurigae és una estrella de classe A no molt diferent de Vega, Denebola, o Sírius. El seu color seria blanc amb un tint blau. Beta Aurigae és també una estrella subgegant, la qual cosa significa que s'està deixant de cremar hidrogen per començar a cremar heli i esdevenint a poc a poc una estrella gegant com Aldebaran.
Beta Aurigae és de fet un sistema estel·lar triple. Beta Aurigae A és una subgegant blanca, com també ho és Beta Aurigae B, de la mateixa massa i radi que A. Beta Aurigae AB és una binària eclipsant espectroscòpica, i la seva magnitud aparent varia amb un període de 3,96004 dies entre +1,85 i +1,93, com que cada 47,5 hores una de les estrelles eclipsa a l'altre des de la perspectiva de la Terra. La tercera estrella, Beta Aurigae C, és una nana vermella d'una magnitud molt allunyada d'aquella que és visible per l'ull nu. Està a unes 330 ua del parell AB.
Hom creu que Beta Aurigae és un membre de l'associació estel·lar de l'Ossa Major.